# Wpływ jazdy na rowerze na zdrowie

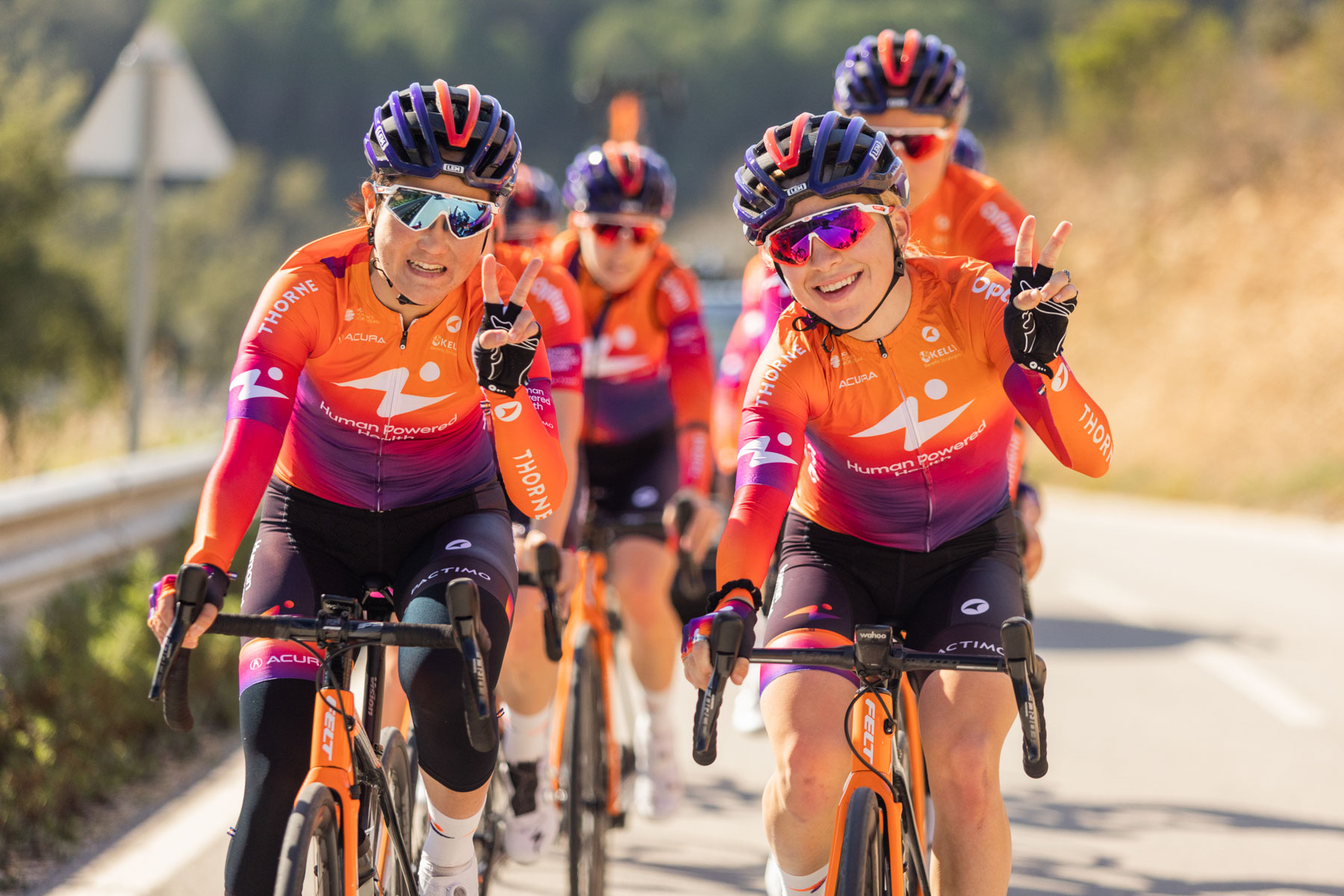
Zespół kolarski Human Powered Health

Wiele naukowych opracowań dowodzi, że ludzie regularnie jeżdżący na rowerze mają mniejsze skłonności do otyłości, cukrzycy, udarów, chorób serca i różnych rodzajów raka. Rowerzyści nie tylko zyskują kilka lat życia, ale mają też większe szanse pozostać mobilnymi i niezależnymi w podeszłym wieku czy uniknąć demencji. U ludzi, którzy jeździli do pracy rowerem, istnieje o 40% mniejsze ryzyko zgonu w czasie 15 lat badania niż pozostałych.
W opublikowanych w 2024 badaniach, które trwały 20 lat i obejmowały zasięgiem 750 000 osób, wskazano, że jazda na rowerze obniża ryzyko przedwczesnej śmierci o 30%. Ryzyko przedwczesnej śmierci spadło najbardziej wśród biegaczy (-35%), a następnie rowerzystów (-30%) i spacerowiczów (-12%).
W 2000 r. zbadano efekty dojeżdżania rowerem do miejsca pracy lub nauki. Badacze przyglądali się życiu 30 000 mieszkańców Kopenhagi w różnym wieku średnio przez okres 15 lat. W trakcie trwania projektu zmarło 6000 osób. Okazało się, że u ludzi jeżdżących do pracy rowerem ryzyko, że umrą w trakcie okresu badania, było o 40% niższe (nawet po wzięciu pod uwagę wpływu czynników typu poziom aktywności sportowej niezwiązanej z transportem). Także w badaniach przeprowadzonych na Uniwersytecie Otago w 2020 roku prześledzono historię 300 tys. mieszkańców Anglii i Walii w okresie 25 lat (1991-2016), do czego posłużyły dane ze spisu ludności. W efekcie zauważono, że podróżowanie do pracy rowerem wiąże się z mniejszym ryzykiem przedwczesnej śmierci. Pośród osób wybierających jazdę rowerem liczba przedwczesnych zgonów była aż o 20% niższa, niż w przypadku kierowców samochodów.
Adrian Davis powiedział: „Ludzie, którzy mówią, że jeżdżenie rowerem jest niebezpieczne, nie mają racji – mówi. Zabije nas siedzenie w miejscu, co większości społeczeństwa zdarza się zdecydowanie za często”.

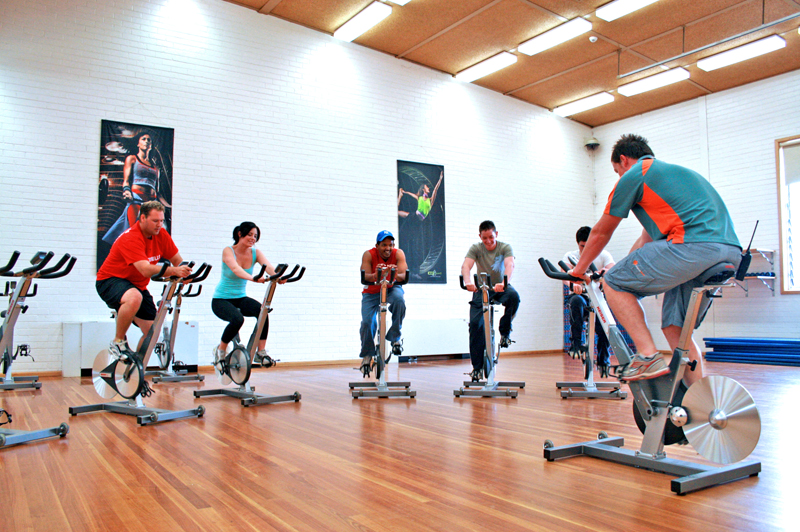
Zajęcia z Indoor Cycling

Co roku na rowerach ginie niewiele ponad setka Brytyjczyków (w Polsce w 2017 roku zginęło 220 rowerzystów, liczba ta spadła o ponad połowę w ciągu dekady), w tym samym czasie 85000 innych osób umrze z powodu chorób wywołanych brakiem aktywności fizycznej, przede wszystkim na choroby serca i raka. Siedzący tryb życia jest drugim albo czwartym najważniejszym czynnikiem ryzyka przedwczesnej śmierci. Niewiele dalej plasuje się otyłość, którą brak ruchu pogłębia. Godzina jazdy na rowerze w spokojnym tempie wystarczy, by spalić około 500 kalorii. W 2010 r. badacze przestudiowali kilkadziesiąt opracowań, żeby policzyć, co by się stało, gdyby z dnia na dzień 500 000 osób przesiadło się z samochodu na rower. W Holandii średnio korzyści przewyższały zagrożenia mniej więcej dziewięciokrotnie, a w starszych grupach wiekowych ten współczynnik rósł jeszcze bardziej. W Wielkiej Brytanii korzyści związane z większą długością życia były siedmiokrotnie wyższe niż zagrożenia.
Jak wykazało badanie z 2013 r. przeprowadzone w Australii, seniorzy, którzy regularnie jeżdżą na rowerze, mają dużo mocniejsze mięśnie nóg i lepiej rozwinięty zmysł równowagi, co zmniejsza ryzyko groźnego upadku.
W 2014 r. Ben Barratt zmierzył, na jaki poziom czarnego węgla, substancji zawartej w spalinach z silników Diesla, narażeni są kierowca karetki, kurier rowerowy, małe dziecko, emeryt, pracownik biurowy i uczeń. Każdego uczestnika wyposażył w przyrząd pomiarowy i czujnik GPS. Po 24 godzinach okazało się, że u kuriera rowerowego wynik był drugi od końca. Zdaniem Barratta przyczyną mógł być pęd powietrza rozwiewający spaliny, które wewnątrz samochodu się kumulują (odczyt u kierowcy karetki był najwyższy). W zakorkowanych miastach rower jest szybszy i umożliwia jazdę mniejszymi uliczkami, co dodatkowo zmniejsza ekspozycję na spaliny. Zdaniem Audrey de Nazelle istnieje też czynnik, który niweluje ten efekt – na rowerze najczęściej oddychamy głębiej, więc do naszego organizmu dostaje się proporcjonalnie więcej szkodliwych substancji. Przyspieszony oddech oznacza, że globalnie rowerzyści wdychają więcej zanieczyszczeń niż kierowcy.
Jazda na rowerze stacjonarnym była również wykorzystywana jako część rehabilitacji urazów kończyn dolnych, szczególnie po operacji biodra.

## Jazda na rowerze a choroby serca
Jazda na rowerze znacznie poprawia kondycję układu sercowo-naczyniowego. Szpital Northern General Hospital w Sheffield przeprowadził badanie w trakcie którego zbadano sprawozdania z sekcji zwłok 32 osób, które regularnie jeździły na rowerze i zmarły w różnych okolicznościach. Porównano ich serca z organami innych zmarłych w tym samym wieku i tej samej płci. Okazało się, że w grupie poruszającej się na rowerach znacznie rzadziej dochodziło do zaczopowania tętnic i obstrukcji naczyń wieńcowych.
Inne badanie, opublikowane w 2016 r. przez Uniwersytet Południowej Danii, wykazało, że jazda na rowerze nawet w stosunkowo małym wymiarze czasu może znacząco zmniejszyć ryzyko wystąpienia schorzeń serca. Naukowcy przez 20 lat monitorowali 50 000 osób w wieku od 50 do 65 lat. Ci, którzy jeździli rowerem przynajmniej dziewięćdziesiąt minut tygodniowo, byli o 24% mniej narażeni na dusznicę bolesną i zawał serca w danym czasie. Przy jeździe rowerem zaledwie pół godziny tygodniowo ryzyko spadało o 16%.

## Jazda na rowerze a mózg
Naukowcy z Uniwersytetu w Utrechcie w Holandii prowadzili badania, których wynik wykazuje, że regularne korzystanie z roweru pozytywnie wpływa na funkcjonowanie tzw. istoty białej w mózgu, która odpowiada za prawidłowe przewodzenie impulsów nerwowych, co przyspiesza przekazywanie informacji między neuronami, a w konsekwencji zwiększa umiejętność uczenia się oraz koncentracji.
Naukowcy z Tajwanu udowodnili, że regularna jazda rowerem podnosi w mózgu poziom białka BDNF – wydzielanej przez neurony substancji, która spowalnia procesy starzenia oraz zmniejsza problemy związane z chorobami neurologicznymi. Wysoki poziom BDNF wpływa na poprawę nastroju, pamięci oraz tzw. inteligencji kognitywnej, czyli umiejętności podejmowania decyzji w sytuacjach niepewnych i nieprzewidywanych. Ogranicza też ryzyko depresji oraz zaburzeń lękowych.
Jazda rowerem, podobnie jak każdy rodzaj ćwiczeń aerobowych, stymuluje też hipokamp – element układu limbicznego odpowiedzialny za pamięć. Potwierdziły to badania naukowców z Illinois (USA). Uczeni wykazali, że pół roku codziennej jazdy na rowerze powoduje zwiększenie hipokampu o 2 procent oraz wzrost zdolności zapamiętywania aż o 15-20 procent. Według naukowców ten okres wystarczył, by odmłodzić mózg o 2 lata. Eksperci twierdzą również, że 30 minut jazdy spokojnym tempem każdego dnia jest wystarczające, aby odczuć poprawę kondycji umysłowej.

## Jazda na rowerze w walce z otyłością
Jazda na rowerze jest zalecaną i bezpieczną formą walki z otyłością oraz cukrzycą. Jazda na rowerze przy tym jest bezpieczna dla stawów i nie obciążająca; Podczas jazdy na rowerze ciężar ciała pacjenta utrzymywany jest przez rower dzięki czemu aparat narządu ruchu osoby otyłej jest zabezpieczony i nie narażony na zbytnie przeciążenie.
Lepsze wyniki dzieci otyłych w próbach wydolnościowych wyraźniej widać w próbach wykonywanych na ergometrze rowerowym, gdzie ciężar ciała badanego opiera się na rowerze. W próbach na bieżni, gdy badany musi sam dźwigać swoją masę ciała, otyli osiągają wyniki gorsze. Siedząc na rowerze, otyłe dziecko nie musi dźwigać na nogach swojej masy ciała. Ułatwia mu to zrównanie się ze szczupłymi rówieśnikami i pozwala czuć się pewniej, a duża wydajność bezwzględna powoduje, że nie ustępuje rówieśnikom.
Naukowcy z Londynu zbadali związek między różnymi sposobami codziennego poruszania się a ryzykiem wystąpienia otyłości. Dane zebrane od 15 tysięcy osób wykazały, że zarówno chodzenie, jak i jazda na rowerze były lepsze niż korzystanie z samochodu bądź transportu publicznego. Chodzeniu przypisano zmniejszenie indeksu BMI i masy tłuszczowej, lecz w mniejszym stopniu niż jeździe na rowerze. Przeciętny uczestnik badania dojeżdżający do pracy na rowerze ważył średnio o 5 kg mniej niż osoby korzystające z samochodu.

### Spalanie kalorii podczas jazdy na rowerze

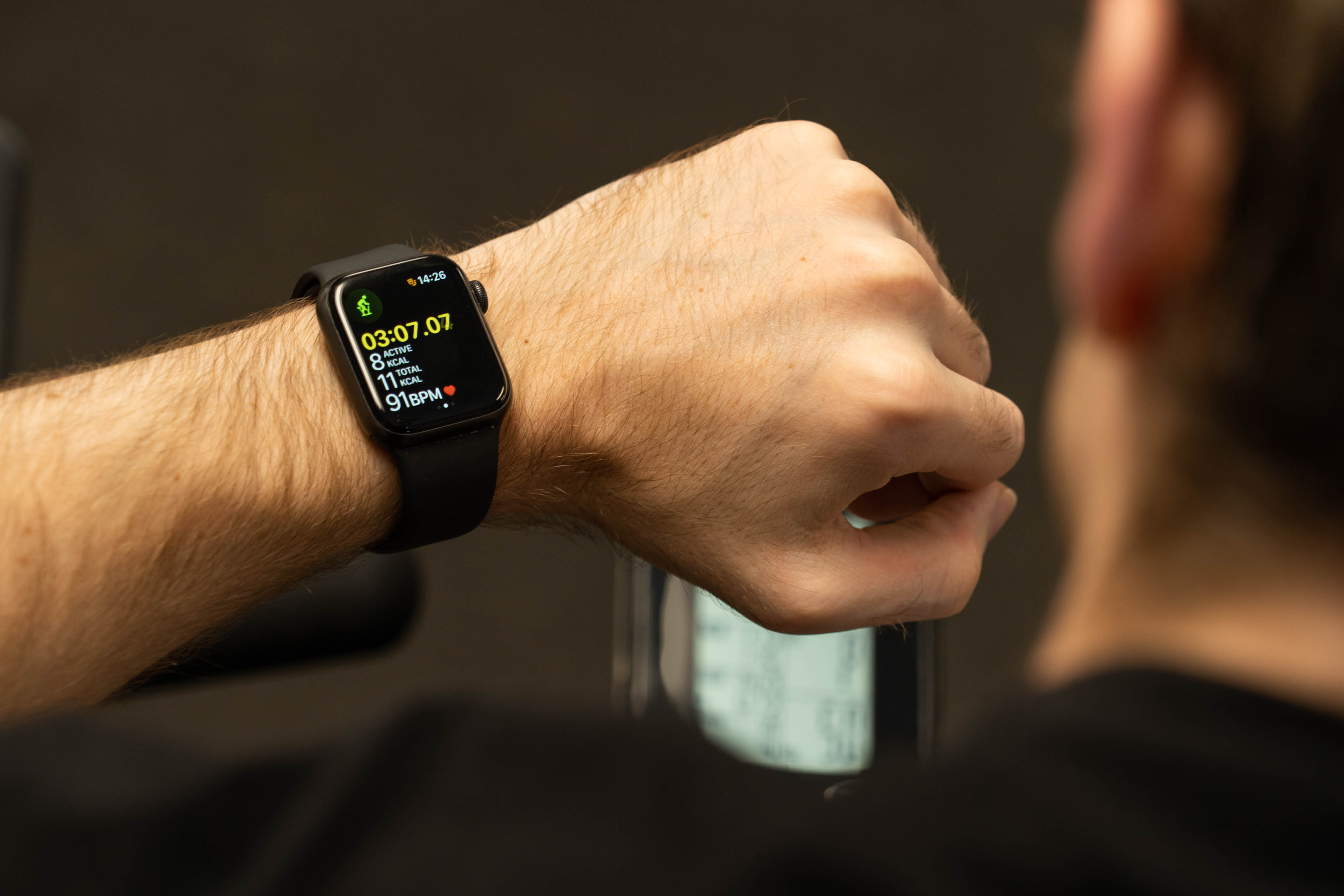
Kalorie spalane podczas jazdy na rowerze

Uśrednione tempo marszu wynoszące 5 km/h pozwala na spalenie średnio 232 kcal na godzinę. W sumie przez całą drogę wynoszącą 8 km lub 10 tysięcy kroków spalimy około 371 kcal. Jazda na rowerze z umiarkowaną prędkością 20 km/h pozwala na spalenie 563 kcal na godzinę. Ta różnica rośnie przy zwiększonej intensywności jazdy. Szybki marsz z prędkością 6,5 km/h spala na godzinę 352 kcal, zaś szybka jazda na rowerze z prędkością 30 km/h – 844 kcal. Spalanie kalorii jest zależne od wagi jadącego: osoba o wadze 77 kg spala 515 kalorii w ciągu godziny, czyli około 21 kalorii na km. Przy szybkiej jeździe rowerem wzrasta opór powietrza, a wraz z nim zużycie energii. W trakcie wyścigów rowerowych 80% energii jest pochłaniane na przeciwstawienie się oporom powietrza.

## Jazda na rowerze a obciążenie stawów
Jazda na rowerze przy tym jest bezpieczna dla stawów i nie obciążająca. Podczas jazdy na rowerze, ciężar ciała pacjenta utrzymywany jest przez rower, dzięki czemu aparat narządu ruchu osoby otyłej jest zabezpieczony i nie narażony na zbytnie przeciążenie. Rower umożliwia również regulację składających się na niego części takich jak np. siodełko. Regulacja siedzenia pozwala na dobranie komfortowej pozycji dla kończyn, dzięki czemu ograniczony jest rozmiar zgięcia stawu skokowego. Odpowiedni dobór wysokości siodła oraz kierownicy pozwala zmniejszyć obciążenie stawów.